# Hieu
Hieu (hay còn gọi Heiu) là một viện mẫu người Ireland sống tại thế kỷ thứ 7, chủ yếu làm việc ở Northumbria. Bà là người thành lập các tu viện tại Hartlepool và Healaugh ở Yorkshire, Anh. Hieu cũng là người đầu tiên sống tách biệt của Northumbria, và được biết đến là người phụ nữ đầu tiên cai quản một tu viện ghép.

## Cuộc đời
Không có thông tin gì được biết đến về đầu đời của bà, cho đến khi bà gặp Aidan xứ Lindisfarne, người đã bổ nhiệm bà làm viện trưởng của Tu viện Hartlepool và sau đó là một tu viện tại Healaugh gần Tadcaster.
Bà qua đời tại Healaugh vào ngày 12 tháng 3 trong một năm không xác định trong thế kỷ thứ 7. Các thị trấn Hartlepool (Hereteu) và Healaugh có thể đã được đặt theo tên của bà.
Ngày lễ bổn mạng hàng năm của bà là ngày 2 tháng 9.